# Baby Princess
『Baby Princess』（ベイビー・プリンセス）は、雑誌『電撃G's magazine』（アスキー・メディアワークス）連載の読者参加企画。略称は「べびプリ」。

## 概要
『電撃G's magazine』通巻200号記念作品の1つ。“『シスタープリンセス』の後継作”として始動した。
突然明らかになった本当の家族である、個性豊かな19人姉妹との生活を描く。
本企画最大の特徴は、メインヒロインの人数と設定である。登場するメインヒロインは19人と非常に多い部類に入る。主人公（読者）とヒロインの関係は家族（兄妹もしくは姉弟）であり、ヒロイン同士の関係は姉妹（即ち19人姉妹）である。ヒロインの年齢は下は0歳からと幅広い。
『電撃G's magazine』本誌に先駆けメディアワークス（現在はアスキー・メディアワークス）公式サイト内に設置された公式サイトでヒロインのイラスト・プロフィールを公開したり、「19人姉妹が書く日記」という設定であるブログ『WHOLE SWEET LIFE』をほぼ毎日更新するなどウェブ上での展開が著しい。
2012年11月11日に発生した障害により『Baby Princess』公式ホームページに接続できない状況が続いていたが、復旧が不可能のため2013年2月に閉鎖が発表された。

## ストーリー
やっと見つけた、私のたった1人の息子――
ある日突然、主人公の前に現れ、そう言った美女。実は彼女こそ、主人公が幼い頃に生き別れになった、本当の母親だったのだ。
彼女に言われるままに新たな、本当の家族と暮らすことになった主人公の前に、なんと19人の美少女が!
こうして、19人姉妹 + 母親との新生活が始まったのだった。

## 登場人物
年齢・学年は公式サイト・公式ブログ・電撃G's magazine本誌・その他公式出版物で公開されたものを脚注付きで記す。声はOVA版の担当声優。
主人公一家は一部のメディアミックス作品では「天使（あまつか）」と言う名字となっている。

### ヒロイン
海晴（みはる）
声 - 佐藤利奈
長女。10月9日生まれ（天秤座）、B型、身長162cm。18歳→大学1年生。一人称は「私」。主人公を名前か「キミ」と呼ぶ。
ママが経営している芸能事務所に所属するお天気キャスター見習い。一見しっかり者そうで、家に来たばかりの主人公に対しては「穏やかな姉」のように接しているが、実際のところはやや軽めの性格。小型マイクロバスの運転資格を持つ。
小説版では、木花学園大学部に在籍している。去年（高等部3年）は生徒会長だった。
霙（みぞれ）
声 - 斉藤佑圭
次女。11月11日生まれ（蠍座）、AB型、身長164cm。高校2年生→高校3年生。一人称は「私」。主人公を名前か「オマエ」と呼ぶ。
未来を持つ目を持っているらしく、占いが得意。終末思想を持っており、言動は常に抽象的。イメージイラストでは表情が薄いように見えるが決して暗い訳ではなく、よく小さく笑ったりもする。あんこを用いたお菓子、特にどら焼きが大好物。
小説版では木花学園高等部の生徒会長に就任しており、姉妹の中では運動神経のいい方ではないが卓球は体育祭で優勝するほど得意。また「古式泳法の達人」だといいアニメでは泳ぎを披露している。
春風（はるか）
声 - 後藤邑子
三女。12月5日生まれ（射手座）、O型、身長156cm。高校2年生。一人称は「春風」。主人公を「王子様」と呼ぶ。
新しく一家に加わった主人公を頼れる王子様として見ている。主人公よりも年上だが、彼に対しては敬語で接している。主人公に心ときめいた時には「きゅん♥」という擬態語を口にする。蛍と並んで料理が得意。ピンク色を好むなど、服装、容姿にもその性格が反映されている。雷が苦手。
小説版では、陽太郎に一部屋明け渡すためヒカルと同室で暮らすことになった。自分には敬語を使わないで欲しいと、陽太郎にお願いするシーンがある。
ヒカル
声 - 戸松遥
四女。1月24日生まれ（水瓶座）、A型、身長160cm。高校1年生。一人称は「私」。主人公を名前か「オマエ」と呼ぶ。
外見は清楚に見えるが、中身はボーイッシュ。しかしその一方で、甘党でもある。運動が得意で、ボクシングなどの武道にも勤しんでおり、薙刀や木刀なども扱える。「金獅子丸」という名の木刀を愛用している。主人公と共に「木花（このはな）学園」に通っていて、クラスも同じ。学校では同性からもよく好かれている。
アニメでは、主人公に対し、お互い年頃でありながら裸を見たり逆に見られても全く恥ずかしがらない程信頼しきっている。また、一瞬だが彼女のみ乳首描写がある。
小説版では剣道で地区の強豪選抜チーム「ゴールデン・ドラゴンズ（別称・金龍隊）」に所属する唯一の女性選手であり、その容姿や性格に惹かれた女生徒が「ファンズ」と呼ばれる組織を結成している。
蛍（ほたる）
声 - 内田彩
五女。2月12日生まれ（水瓶座）、O型、身長154cm。中学3年生。一人称は「ホタ」。主人公を「お兄ちゃん」と呼ぶ。
素直で優しい性格の少女で、姉妹の中では緩衝剤の役割をしている。また、料理や裁縫が得意で、他の姉妹から頼りにされることも多い。年齢の割には幼い印象を与える。コスプレが趣味で、主人公には一緒にコスプレイベントに行ってほしいと勧めている。水泳が苦手。
氷柱（つらら）
声 - 藤田咲
六女。3月14日生まれ（魚座）、O型、身長155cm。中学2年生。一人称は「私」。主人公を「下僕」「アナタ」と呼ぶ。
19人姉妹の中では一番気が強いと言われている猫系少女。新しく一家に加わった主人公に対し高飛車な態度を見せており、彼のことを下僕呼ばわりさえもしているが、時間が経過するにつれて時折好意らしきものも見せるようになっている。一方で姉妹に対しては優しく、特に体の弱い綿雪のことを心配に思っている。学校では特別コースに通っているため、同じ中学校に通う蛍や立夏とは制服の色が異なる。将来の夢は脳科学者。
立夏（りっか）
声 - 伊藤かな恵
七女。4月8日生まれ（牡羊座）、AB型、身長148cm。小学6年生→中学1年生。一人称は「リッカ」「リカ」。主人公を「オニーチャン」と呼ぶ。
アメリカンでポップ、そしてパワフルな雰囲気の持ち主で、その場にいるだけで周囲が明るくなる。また、独特の思考の持ち主でもあり、一家のトラブルメーカーの気配が言動に表れている。ミニスカートやへそ出しファッションなど、露出度の高い洋服を好む。チュッパチャップスやポテトチップスと言ったジャンクフードが好物。
兄に恋愛感情を抱いているらしくアニメでは「心に決めた男の人」とまで言っている。
小雨（こさめ）
声 - 井口裕香
八女。5月16日生まれ（牡牛座）、A型、身長144cm。小学6年生。一人称は「小雨」。主人公を「お兄ちゃん」と呼ぶ。
明るい姉妹の中で唯一の奥手で控えめ、臆病な性格で、本人も短所を自覚している。長女の海晴に憧れを抱いており、将来は獣医になるという夢を持っている。対人関係が苦手で、青い犬のマスコット「ミミちゃん」だけが幼少期からの友達。読書が趣味で、耳かきや裁縫など細かな作業が得意。立夏・麗と同室。
小説版では、小学校は地元の公立校に通わせると言うママの方針の下、星花、夕凪、吹雪、綿雪と共に「本町第一小学校」に通っている。
麗（うらら）
声 - 伊瀬茉莉也
九女。6月19日生まれ（双子座）、B型、身長146cm。小学5年生。一人称は「私」。主人公を「アナタ」と呼ぶ。
容姿に関しては姉妹の中で一、二を争う美少女と謳われるが、鉄道の分野において右に出るものはいないほどの鉄子（鉄道ファン）。好きな車両は国鉄105系電車。また、姉妹で唯一男嫌いを称しており、主人公を毛嫌いしている面があったが、鉄道の話を通してある程度打ち解けている。小雨から綿雪までの小学生組では唯一別の小学校（男子のいない私立の女子校）に通っている。
星花（せいか）
声 - 三森すずこ
十女。7月1日生まれ（蟹座）、A型、身長138cm。小学3年生→小学4年生。一人称は「星花」。主人公を「お兄ちゃん」と呼ぶ。
三国志が好き。兄のことを守りたいと思っている。しかし、自らの性格を「臆病」とも評しており、その自覚からかカンフーを習っている。バッグにパンダのマスコットを付けている。
夕凪（ゆうな）
声 - 橋本まい
十一女。8月10日生まれ（獅子座）、O型、身長136cm。小学2年生→小学3年生。一人称は「夕凪」「ユウナ」。主人公を「お兄ちゃん」と呼ぶ。
自分は魔法使いの子孫だと思い込んでいる元気な少女。猫の顔のついた大きな杖を持っており、おまじないの呪文と称する言葉「はっぴーらっきーはねむーん」を良く口にする。成績は不明だが、宿題を嫌がったり、後回しにしようとするシーンが多くある。
吹雪（ふぶき）
声 - 茅原実里
十二女。9月21日生まれ（乙女座）、?型、身長128cm。小学1年生→小学2年生。一人称は「私」。主人公を「キミ」と呼ぶ。
性格はおとなしめだが、小学生とは思えない優秀な頭脳を持つ（しかし本人に自覚はない）。思考や言動についても学者的である。また、暑いところが苦手で、体温が高くなると思考が鈍くなったり倒れたりする。頭脳が回転しすぎても倒れるらしい。視力が悪い。
綿雪（わたゆき）
声 - 金元寿子
十三女。10月2日生まれ（天秤座）、A型、身長121cm。幼稚園児→小学1年生。一人称は「ユキ」。主人公を「お兄ちゃん」と呼ぶ。
体が弱い子で、すぐに体調を崩し、時には入院することもある。そのためか精神的に歳よりも大人びている面がある。主人公に対しては、自身の体調を考えて多少気を遣っている面もある。3匹のフェレットを飼っている。
真璃（まり）
声 - 悠木碧
十四女。11月9日生まれ（蠍座）、O型、身長116cm。幼稚園のチューリップ組在籍→幼稚園年長組。一人称は「マリー」。主人公を「フェルゼン」と呼ぶ。
自分をマリー・アントワネットの生まれ変わりと信じている。通っている幼稚園では男子をかしずかせている。お菓子には目がないようで、特に好きなものにクグロフを挙げている。
観月（みづき）
声 - 花澤香菜
十五女。12月17日生まれ（射手座）、AB型、身長96cm。4歳→幼稚園年中組。一人称は「わらわ」。主人公を「兄じゃ」と呼ぶ。
霊が見えるほど霊感の強い特性を持っており、九尾の狐の守護霊が憑いている。守護霊とは意思疎通が可能で、霊能力は守護霊と相互に関係している。。
さくら
声 - 南條愛乃
十六女。1月4日生まれ（山羊座）、B型、身長94cm。幼稚園の年少組。一人称は「さくら」。主人公を「お兄ちゃん」と呼ぶ。
甘えたい盛りの幼児だが、妹たちがいるため母親に甘えきれない。そのため、新しく出来た兄である主人公を頼りにする。かなりの泣き虫で、姉妹とおしくらまんじゅうをして泣いてしまう。クマのアップリケがついた大きな帽子がトレードマーク。
虹子（にじこ）
声 - 寺本來可
十七女。2月7日生まれ（水瓶座）、B型、身長82cm。2歳児。一人称は「にじこ」「虹子」。主人公を「お兄ちゃん」と呼ぶ。
年上の姉が多い影響かかなりませており、女の子らしい服やアクセサリーを好んでいる。その一方で、主人公である兄のお嫁さんを希望するなど幼児としての面も見せる。また、虹子と仲が良いフレディというピンクの象がいるが、氷柱はかたくなに存在を否定していた。
青空（そら）
声 - 野水伊織
十八女。3月3日生まれ（魚座）、A型、身長72cm。1歳児。一人称は「そら」。主人公を「おにーちゃん」と呼ぶ。
通常の一歳児に比べてかなり語彙が豊富で賢い。主人公が家族に加わる前におむつが取れたため、パンツを履いている。外を駆け回って遊ぶのが好きなアクティブな性格。女性ばかりの環境で育ったためか、初めて身近に存在する異性である主人公を見て性差に興味を持つ。だがその幼さゆえに、体の仕組みについてはあまり理解していないようである。
あさひ
声 - 大亀あすか
十九女。4月15日生まれ（牡羊座）、AB型、身長64cm。0歳児。一人称は「あーたん」「あさひ」など。主人公を「おにーちゃん」「おにいちゃん」と呼ぶ。
発育程度はハイハイができるようになったという所。まだ言葉を発することが出来ないため、日記などでは赤ちゃん言葉に括弧つきで意訳がつくという形が取られる。その訳した言動についてはやや豪快な面が見られる。着ぐるみ服を着せられることが多い。公式ブログでは、「0歳のお誕生日」という現実には決してありえないお祝いをされた（0歳のお誕生日は現実には出生である）。

### 主人公
本作品は、読者を主人公とする読者参加企画であるため、キャラクターとしての明確な主人公像は存在しなく、登場人物による言及でのみ表現されているに留まっている。本節では、読者参加企画以外のメディアにおける主人公を解説する。
陽太郎（ようたろう）
声 - 梶裕貴
小説版およびアニメ版の主人公。初登場時は私立中学の3年生。祖母の死後に私立木花学園高等部1年C組に編入。
両親を亡くし、祖母・みそらと公営住宅で暮らしていた。中学3年の冬に祖母を亡くしたことをきっかけに、ヒカルに誘われる形で天使家で「生き別れの長男」として暮らすことになる。天使家に居候してからも天使姓を名乗っておらず、学園では「天使家の幼馴染」ということになっている。
余り自己主張しない大人しい性格だが、異性への興味もある年頃の少年。天涯孤独の身の上から、家族という繋がりに対して強い思いを抱いている。個性豊かな19人姉妹の行動に圧倒されたり、女性の心の機微がわからない発言をしてしまうこともあるが、天使家での暮らしを通じて、長男として成長していく。
漫画版：姓名不詳
深山靖宙版漫画の主人公。
第1話においてトゥルー家族との同居を始める。同居以前の経歴や、同居の経緯は劇中語られていない。姉妹からは二人称代名詞や「お兄ちゃん」と呼ばれ、本名は不詳。
個性豊かな姉妹の振舞いに動じることはほとんどなく、トゥルー家族との同居生活に自然と順応している。姉妹を冗談交じりにからかったり、また、姉妹にアドバイスを行なうこともある。

### その他の登場人物
ママ
声 - 桑谷夏子
主人公（読者）を含めた20人きょうだいの母親。本名・年齢ともに不詳。
芸能事務所を経営し、娘たちを所属タレントにしようと考えており、海晴はその第一号。表参道付近で働いている。
非常にノリの良い性格で、突飛なことを言い出して娘たちを混乱させる。その分、家族に対する愛情は深い。
小説版およびOVA版では「天使 美夜」（あまつか みや）という名前で、芸能事務所の名称は「トゥルー・ハウス」。
コヤマくん
ブログ及び小説版に登場。
星花の同級生で、クラスでは生き物係を担当。三国志を通じて星花と仲の良い友人。春先に転校することになり、その直前に星花へ呼び出し状を送りつけた。
小説版での引っ越し先は、姫路城の近く。
大橋 マリア（おおはし マリア）
小説版に登場。
陽太郎・ヒカルが在籍する木花学園高等部1年C組の生徒。演劇部に所属。
面倒見が良く、編入したばかりの陽太郎を気に掛けてくれる。女子校生活に慣れているため、陽太郎相手でも手を繋ぐなどのスキンシップをすることもある。
父親が違う兄がいるが、現在は離れ離れになっており、陽太郎に対して兄の姿を重ねて見ている。純平いわく、ヒカルと並んでC組のトップ2。
雨木 純平（あまき じゅんぺい）
小説版に登場。
陽太郎のクラスメート。
クラスで唯一の男子生徒で、同性である陽太郎が心許せる存在。お調子者で異性への興味も強く、今の興味は天使姉妹に注がれている。
小嶺 さやか（こみね さやか）
小説版に登場。
陽太郎のクラスメートで、ヒカルの親衛隊「ファンズ」のリーダー的存在。
根っからの男嫌いで、編入早々の陽太郎にも散々侮辱した挙句心理的に痛めつけるなど、その主義は徹底している。
日高 亜矢子（ひだか あやこ）
小説版に登場。
木花学園高等部の女性教師。1年C組の担任。
陽太郎より小柄だが、スタイルは抜群。大人っぽい余裕のある性格で、少しお茶目な面もある。複雑な環境にある陽太郎の事情を知り、彼をサポートする。
白石先生（しらいしせんせい）
小説版に登場。
木花学園の科学教師。男嫌いで有名な人物であり、いつか学園を女子校に戻して見せると息巻いている。
由美子先生（ゆみこせんせい）
小説版に登場。
木花学園の養護教諭。ヒカルよりも小柄だが胸の大きい、眼鏡をかけた丸顔の女性。
高坂 桐乃（こうさか きりの）
伏見つかさの小説『俺の妹がこんなに可愛いわけがない』のヒロイン。2009年4月に行なわれた、同作とのコラボレーション企画で登場。
氷柱と同い年。家出し、友人である立夏の家に泊まった。
雑誌の読者モデルをこなすほどの容姿だが、妹萌えのオタク。そのため、姉妹たちとすぐに打ち解けた。

## スタッフ
- 作 - 公野櫻子
- イラスト - みぶなつき、若月さな、霧賀ユキ
- イラストコミック - sion
- モバイルゲーム特典イラスト - 北原空[25]

## ブログ『WHOLE SWEET LIFE』
2007年12月24日から2012年3月31日まで、公式サイトにて運営された。平日はほぼ毎日更新されており、休日でも、特別なイベントや長期休暇の際はイラスト（主に霧賀ユキが担当）のみが掲載されることがある。掲載された文章に対して閲覧者がコメントを寄せることができる。
内容は「19姉妹が長男（読者・閲覧者）に向けた交換日記」ということになっているが、話し言葉や擬音などが用いられたり、言葉を覚えていない19女・あさひの日記は赤ちゃん言葉と対訳が用いられているなど、単なる日記ではなく「日記風連載小説」の様を呈している。
ブログ内で綴られた内容がG's本誌に反映されることもある。たとえば2008年のゴールデンウィーク前のブログで「休日に旅行へ行く」に書かれると、本誌2008年6月号でその内容が描写された。
なお、季節ごとの行事以外にも、時事ネタ的な話題や、実在する人物・団体・作品に触れることもある。特に東日本大震災の折は、2011年3月11日から27日にわたって日記の更新が中断し、28日に再開した後もしばしば日記内で震災について触れられていた。
上記のように劇中の世界では現実と同様に時間が経過しているが、初期に話題にのぼった進学・進級のように特に設定された場合を除き、基本的に登場人物は加齢しない。
『Baby Princess 公式ファンブック My Dearest True Family』には、一部の閲覧者コメントも含む形で抄録されている。また、未アップロードの2012年4月2日付も加えた全ての日記を収録した書籍が、電撃20年祭会場にて200部限定で販売された。

## 小説
『Baby Princess』は、公野櫻子による日本のライトノベル。イラストはみぶなつき・若月さなが担当している。電撃文庫（アスキー・メディアワークス）より、2009年4月から既刊7冊（長編7冊、2011年5月10日現在）が刊行されている。
天涯孤独の少年・陽太郎が、天使ヒカルに誘われ、彼女の家族と過ごす日々を綴る書き下ろし小説。G's本誌の連載内容や公式ブログとは、多少重なる部分もある、パラレルワールドの関係にある。
なお、公野櫻子の著作物では、初の「男性視点」が用いられている。

### あらすじ（小説）
中学3年の冬、祖母を亡くして天涯孤独となった陽太郎は、剣道部の大会で、有名な剣道少女・天使ヒカルと対決する。強い意志でヒカルとの試合を望んだ陽太郎の態度に、ヒカルは強い興味を覚える。そして彼の身の上を知ったヒカルは、陽太郎を自分の家に招くことを提案。ヒカルの母や姉たちの考えで、「生き別れの長男」として天使家に居候することになった陽太郎を迎えたのは、19人の美人姉妹だった。多くの姉妹に受け入れられる一方、男嫌いの六女の氷柱や九女の麗に拒否されながら、陽太郎は天使家での生活を始める。そんなある日、幼い妹たちとの遊びの途中、天使家の家宝の壺が壊れてしまった。自分の責任にすればいいと提案した陽太郎は、家族の和を乱すまいと、こっそり天使家を家出する。が、そんな陽太郎を迎えに来たヒカルは「家族に『やめる』なんていう選択肢はない」と告げる。不器用な物言いのヒカルと、天使家の温かさに触れた陽太郎は、ヒカルの母が提案した「姉妹の1人にでも拒否されれば、天使家を出ていかなければならない」という約束の期限である一年後まで、天使家にいることを決意するのだった。（第1巻）
春。天使家の姉妹も通う私立木花学園に入学した陽太郎は、最近共学化した学園の数少ない男子・雨木純平や、夢見がちな女子・大橋マリアなどと知り合う。一方、学園では「天使家の幼馴染」という立場もあって、同じクラスのヒカルとはあまり話せない状況だったが、純平がきっかけで起こった身体測定の覗き騒ぎを通じて、陽太郎は学園での姉妹との接し方も解り始めた。そんな中、五女・蛍が入浴中に覗きに遭う事件と、十女・星花がクラスメートにラブレターを貰う騒動が勃発。2つの事件の解決を通じて、陽太郎の中に「家族を守りたい」という意識が芽生え始めるのだった。（第2巻）
初夏――木花学園に、体育祭の季節が訪れる。七女・立夏は、体育祭の目玉である「体育祭の女王」コンテストに立候補することを決意する。ライバルは三年連続で女王に選ばれたヒカルだが、家族間で争うことを嫌う彼女はあまり乗り気ではない。一方、共学化の影響で「体育祭の王子」コンテストも開催されるという噂から、天使姉妹は陽太郎が選ばれることを期待していた。天使家が体育祭ムードに染まる中、氷柱は、陽太郎と姉妹が一緒に登校する「秘密の写真」を送り付けた犯人を探していた。果たして写真を送って来た犯人は、そして体育祭の行方は…。（第3巻）
体育祭が始まった。それぞれが各々の種目に奮闘する中、氷柱は、写真を送り付けた犯人がマリアであることを突き止める。それは霙の所有物をただ届けただけであったことが判明するも、霙も被写体に含まれたその写真を撮影した人物は誰か、という謎も浮上する。そんな舞台裏での顛末を背景に、体育祭の女王コンテストは、テニスの試合で負傷したヒカルが欠場し、立夏が優勝するという結末に。多少の騒動はあったが、体育祭も無事に終わり、季節は夏を迎え、天使家も水着の季節の準備を始めるのだった。（第4巻）
麗の「水着の穴事件」をきっかけに、家族の水着新調を終えた天使家は、夏休みの突入とともに、親戚が旅館を営む大磯への旅行に出発した。姉妹の水着姿にドギマギしたり、氷柱と十三女・綿雪が乗ったボートが流されたり、宿の温泉で覗き魔と間違われる事件に遭いつつも、楽しいバカンスを過ごす陽太郎。だが大磯に来たその夜、いつの間にかいなくなったヒカルを探していた陽太郎は、見つけたヒカルに「オマエと私は家族じゃない！」と拒まれる。しかもその会話を、蛍に聞かれ――。（第5巻）
大磯旅行後、剣道の合宿でヒカルがいない天使家の夏休みが続いていた。旅行でのヒカルの言葉に混乱する陽太郎は、長女・海晴や二女・霙、三女・春風からのアドバイスで、彼なりの心構えをしていく。そんな彼に対し、「きょうだい」としてではない想いを自覚した蛍や春風は次々と行動を起こす。そしてヒカルも、自分の中に芽生えた陽太郎への想いを理解し、地区大会優勝という名誉とともに、愛する家族のもとへ帰るのだった。（第6巻）
「リカが勝ったら、オニーチャンは、リカのものね？」その立夏の一言で、天使家の陽太郎争奪戦が、木花学園のマラソン大会を舞台に繰り広げられることになった。言い出しっぺの立夏はもちろん、陽太郎が好きなヒカルや蛍、春風に加え、氷柱までも参戦を宣言する。姉妹たちがそれぞれの想いを胸に争奪戦へ望むその渦中、ヒカルは母親である美夜に、自分が一つの真実を知ってしまったことを告げる。陽太郎は天使家の本当の長男であり、美夜の叔母に預けられた彼の代わりに引き取られ、四番目の子どもとして育てられたのが自分だと――。（第7巻）

### 既刊一覧
- 公野櫻子（著）『Baby Princess』アスキー・メディアワークス〈電撃文庫〉、既刊7巻（2011年5月10日現在）
  1. 2009年4月10日発売、ISBN 978-4-04-867771-4
  2. 2009年9月10日発売、ISBN 978-4-04-868021-9
  3. 2010年1月10日発売、ISBN 978-4-04-868284-8
  4. 2010年5月10日発売、ISBN 978-4-04-868552-8
  5. 2010年9月10日発売、ISBN 978-4-04-868838-3
  6. 2011年1月10日発売、ISBN 978-4-04-870184-6
  7. 2011年5月10日発売、ISBN 978-4-04-870501-1

## 漫画

### べびプリ！19人姉妹のほのぼのDays
『べびプリ！19人姉妹のほのぼのDays』は、作画：巫女街、原作：公野櫻子による日本の漫画。『電撃G's magazine』2010年5月号から連載。
19人姉妹のみのエピソードが描かれており、主人公（小説版でいう陽太郎）に当たる人物は登場せず、言及もされない。
『電撃G's Festival! COMIC』への移籍が告知されていたが、本誌2010年10月号は休載、同年11月号にて長期休載が告知された。

### Baby Princess
『Baby Princess』（ベイビー・プリンセス）は、作画：深山靖宙、原作：公野櫻子による日本の漫画。『電撃G's magazine』2011年5月号から2013年8月号まで連載。単行本全3巻。
主人公がトゥルー家族との同居を開始する時点から物語が始まっており、主人公を含めた家族の日常を描く。劇中、交換日記にまつわるエピソードもある。
- 深山靖宙（作画）・公野櫻子（原作）・みぶなつき（キャラクターデザイン）『Baby Princess』アスキーメディアワークス〈電撃コミックス〉、全3巻
  1. 2011年12月17日発売、ISBN 978-4-04-886174-8
  2. 2012年11月27日発売、ISBN 978-4-04-891104-7
  3. 2013年8月27日発売、ISBN 978-4-04-891917-3

## アニメ
タイトルは『Baby Princess 3Dぱらだいす0』（ベイビー・プリンセス スリーディーぱらだいすラブ）。形態はOVA。2011年7月20日発売。
2Dキャラクターによる3Dアニメーション作品として制作されている。絵コンテや背景等は通常の2Dで描かれるが、3D化を念頭に製作されており、2D作品を3D化するよりも、違和感が少ないようにしているという。2D-3D変換は、キュー・テック及びグラフィニカによって行われた。
BDとDVDの2形態で販売される。両者に3D視聴非対応テレビ・再生機器でも視聴・再生可能な2Dバージョン『Baby Princess 2Dぱらだいす0』（ベイビー・プリンセス ツーディーぱらだいすラブ）が収録されており、3Dバージョンは前者にのみ収録される。そのため、DVDの商品名は『Baby Princess 2Dぱらだいす0』となる。
BD初回生産分は、特典として、19人姉妹メッセージカード（19人姉妹＋ママの全20種）1枚と、複製アフレコ台本が封入される。また副音声として、陽太郎（声：梶裕貴）の音声のみをオフにしたバージョンがあり、アフレコ台本と合わせ、視聴者がアフレコを体験できるようになっている。
当初の発売日は2011年6月15日を予定していたが、同年7月20日に延期した。
発売を記念した本作品の上映会が、2011年7月9日-15日、新宿バルト9と梅田ブルク7で行なわれた。新宿バルト9では、7月9日に原作者・公野櫻子と監督・稲垣隆行、同10日にエンディングテーマを歌うでんぱ組.inc、同15日に内田彩（蛍 役）、藤田咲（氷柱 役）、三森すずこ（星花 役）、桑谷夏子（ママ 役）が舞台挨拶やミニライブを行なった。

### スタッフ（アニメ）
- 原作 - 公野櫻子[3]
- キャラクター原案 - みぶなつき[3]
- 監督 - 稲垣隆行[3]
- 脚本 - 柿原優子[3]
- キャラクターデザイン・作画監督 - 原由美子[3]
- アニメーション制作 - スタジオコメット[3]

### 主題歌
オープニングテーマ
「ぎゅっとBABY☆愛なんだBABY」
作詞 - 畑亜貴 / 作曲 - 田代智一 / 編曲 - 高田暁 / 歌 - 蛍・氷柱・星花（内田彩・藤田咲・三森すずこ）
エンディングテーマ
「ピコッピクッピカッて恋してよ」
作詞 - 畑亜貴 / 作曲・編曲 - 小池雅也 / 歌 - でんぱ組.inc

## インターネットラジオ
番組名は『べびプリRadio ぱらだいす0』（べびぷりラジオぱらだいすラブ）。配信元はHiBiKi Radio Station。2011年2月14日から2011年8月15日まで配信された。全14回。隔週月曜日更新。

### パーソナリティ
- 藤田咲（氷柱 役）
- 桑谷夏子（ママ 役）

### 配信リスト
| 放送回数 | 配信日        | ゲスト・備考                                   |
| -------- | ------------- | ---------------------------------------------- |
| 第1回    | 2011年2月14日 |                                                |
| 第2回    | 2011年2月28日 |                                                |
| 第3回    | 2011年3月14日 |                                                |
| 第4回    | 2011年3月28日 | ゲスト：佐藤利奈（海晴 役）                    |
| 第5回    | 2011年4月11日 |                                                |
| 第6回    | 2011年4月25日 |                                                |
| 第7回    | 2011年5月9日  |                                                |
| 第8回    | 2011年5月23日 |                                                |
| 第9回    | 2011年6月6日  | ゲスト：伊瀬茉莉也（麗 役）                    |
| 第10回   | 2011年6月20日 | ゲスト：井口裕香（小雨 役）                    |
| 第11回   | 2011年7月4日  | ゲスト：内田彩（蛍 役）・三森すずこ（星花 役） |
| 第12回   | 2011年7月18日 | ゲスト：大亀あすか（あさひ 役）                |
| 公開録音 | 2011年7月31日 |                                                |
| 第13回   | 2011年8月1日  | ゲスト：公野櫻子（原作者）                     |
| 第14回   | 2011年8月15日 |                                                |

## グッズ
| 商品名・商品概要             | 種類数 | メーカー                   | 備考 |
| ---------------------------- | ------ | -------------------------- | --- |
| Tシャツ                      | 1種    | アスキー・メディアワークス | コミックマーケット76限定販売                                                                                            |
| テレホンカード               | 19種   | アスキー・メディアワークス | 電撃キャラクターフェスティバル2009先行販売 『マリッジロワイヤル』『おひめさまナビゲーション』との合同商品で、通し番号付 |
| お風呂ポスター               | 1種    | アスキー・メディアワークス | 電撃キャラクターフェスティバル2009先行販売                                                                              |
| 缶入りTシャツ                | 2種    | アスキー・メディアワークス | 電撃キャラクターフェスティバル2009先行販売 絵柄は氷柱と麗の2種                                                          |
| マイクロファイバーバスタオル | 1種    | アスキー・メディアワークス | 電撃キャラクターフェスティバル2009先行販売 絵柄は春風                                                                   |
| トレーディングカード         | 19種   | アスキー・メディアワークス | 電撃キャラクターフェスティバル2009 電フェスランド景品                                                                   |
| 抱き枕カバー（アニメ柄）     | 4種    | 二次元コスパ               | OVA上映イベント会場先行販売 絵柄はヒカルと氷柱の2種 材質はそれぞれの絵柄でツイルタイプとスムースタイプの2種             |
| Tシャツ（アニメ柄）          | 2種    | 二次元コスパ               | OVA上映イベント会場先行販売 絵柄はヒカルと氷柱の2種                                                                     |
| トートバッグ（アニメ柄）     | 2種    | 二次元コスパ               | OVA上映イベント会場先行販売 絵柄はヒカルと氷柱の2種                                                                     |
| ポストカード（アニメ柄）     | 10種   | アスキー・メディアワークス | OVA上映イベントにて観覧者に無料配布                                                                                     |
| ヴィクトリースパーク         | -      | ブシロード                 | トレーディングカードゲーム 原作および、OVA版を題材としたカードを含めたスターターデッキとブースターパックをリリース      |

その他、G's本誌の誌上通販でテレホンカードなどが販売されている（期間限定）。

## 歴史
年月は、電撃G's magazineの発売号に合わせている。関連書籍の発売日に関しては#書誌情報・参考文献を参照。
2007年10月号
電撃G's magazine通巻200号記念新企画第1弾として、タイトル未定のまま発表。
2008年1月号
2007年12月20日の公式サイトオープンの告知を掲載。
2007年12月20日
公式サイト仮オープン。タイトルとヒロイン19人のシルエットが公開される。
2007年12月24日
公式サイト正式オープン。ヒロインの全身図とプロフィールを公開、ブログ『WHOLE SWEET LIFE』更新開始。翌25日、プロローグを公開。
2008年2月号
世界観設定、ヒロインの全身図とプロフィールを公開。公式サイト掲載のものとほぼ同内容。
2008年3月号
Valentine Present Campaign（専用ハガキによるバレンタインカードの抽選プレゼント兼人気投票）を実施（同年2月7日必着〆切）。イラストストーリー『19 Sisters' Life』プロローグ特別編掲載。
2008年2月4日
公式サイトにて、本誌のValentine Present Campaignに連動した人気投票を実施。同年2月14日まで。
2008年2月14日
ブログ『WHOLE SWEET LIFE』にて、18回連続更新が行なわれる。
2008年4月号
『19 Sisters' Life』スクール編掲載。第1回人気投票結果発表。White Day Campaign（専用ハガキによる2枚組フォトの抽選プレゼント兼人気投票）を実施。同年3月7日必着〆切。
2008年5月号
イラストストーリー第1話「新生活」、White Day Campaign応募結果・人気投票結果掲載。誌上ゲーム第1回「春の家族旅行」募集開始。
2008年6月号
ショートノベル2編掲載。誌上ゲームSIDE-B「In her Rooms」第1回募集開始。
2008年7月号
コミック「はじめてのBaby Princess」、誌上ゲーム第1回結果発表&第2回「初夏の水着選び」募集開始。
2008年8月号
ショートノベル2編掲載。誌上ゲームSIDE-B「In her Rooms」第1回結果発表&第2回募集開始。
2008年9月号
ショートノベル2編掲載。誌上ゲーム第2回結果発表&第3回開始。
2008年10月号
ショートノベル2編、「夏の家族旅行思ひ出アルバム」掲載。誌上ゲームSIDE-B「In her Rooms」第2回結果発表&第3回募集開始。
2008年11月号
新ロゴ、ショートノベル2編、「19 Sisters AUTUMN SCENE」掲載。誌上ゲーム第3回結果発表&第4回「初秋の『べびプリ』運動会」募集開始。
2008年12月号
ショートノベル「Celebrate Fall」2編掲載。誌上ゲームSIDE-B第3回結果発表&「In her Rooms」第4回開始。公式サイトリニューアルを告知。
2009年1月号
ショートノベル「Before Holy Christmas」、次号からの新展開予告（イラスト - sion）を掲載。誌上ゲーム第4回結果発表&最終回「聖夜のクリスマスパーティー」募集開始。
2008年12月24日（サイトオープン1周年）
公式サイトリニューアル。プロローグは、電撃G's magazineで載せていた紹介漫画に変更。
2009年2月号
巻頭特集。コミック「True family story」#0（第0話）「ボクのたましいのある場所」（イラスト - sion）、「19人姉妹と過ごした1年の記録」掲載。携帯サイト「電撃G'sモバイル」での展開、電撃文庫における書き下ろし小説刊行の予告。第3回人気投票開始。
2009年3月号
「True family story」#1「オニさんこちら手の鳴る方へ――」掲載。新読者参加ゲーム告知。
2009年4月号
第3回人気投票結果発表。小説版の挿絵担当が若月さなと発表。
2009年5月号
小説『俺の妹がこんなに可愛いわけがない』とのコラボレーション企画を発表。小説版第1巻の冒頭部分、「True family story」#2「割り切れないココロ――」、特別企画「Sisters LOTO 3」掲載。
2009年4月1日 - 2009年4月10日
公式サイトにて、小説『俺の妹がこんなに可愛いわけがない』ヒロイン・高坂桐乃が参加する特設日記を開設、10日間の連続更新を行なう（通常の公式ブログとは別に開設。同年4月30日まで公開）。
2009年6月号
「True family story」#3「恋のおまじない」、「Sisters LOTO 3」第2回掲載。
2009年7月号
「True family story」#4「雨の日のお迎え」、「Sisters LOTO 3」第3回掲載。
2009年8月号
「True family story」最終回「たからもの」、「Sisters LOTO 3」第4回掲載。
2009年9月号
ショートコミック「真夏のファミリーバトル」（霧賀ユキ）、「Sisters LOTO 3」第5回掲載。小説版第2巻発売予定日、コミックマーケット76でのグッズ販売、トレーディングカードゲーム「プロジェクト レヴォリューション」への参戦、イベント「電撃キャラクターフェスティバル2009」への出展を告知。
2009年8月14日 - 16日
「コミックマーケット76」出展の電撃家ブースにてグッズ販売。
2009年10月号
トレーディングカードゲーム「ヴィクトリースパーク」への参戦を発表。イラストストーリー「べびコレ」第1話（イラスト・若月さな）、誌上ゲーム「真夏のラブバトル九番勝負!!」、「Sisters LOTO 3」第6回掲載。
2009年11月号
「べびコレ」第2話、「Sisters LOTO 3」第7回掲載。
2009年10月3・4日
「電撃キャラクターフェスティバル2009」開催。19人姉妹の等身大壁面ポップ展示（AMWブース）、物販（電撃家ブース）、19人姉妹家族ルーレット実施（電フェスランド）。
2009年12月号
「べびコレ」第3話、「Sisters LOTO 3」第8回掲載。
2010年1月号
これまでのWeb日記を振り返る「思い出のSweet Album」、クイズ企画、「Sisters LOTO 3」第9回掲載掲載。
2010年2月号
「真冬のポカポカ♥ラブバトル」、「Sisters LOTO 3」第10回掲載。
2010年3月号
「べびコレ」第4話、「Sisters LOTO 3」第11回掲載。
2010年4月号
「べびコレ」第5話、「Sisters LOTO 3」最終回掲載。巫女街による4コマ漫画連載を告知。
2010年5月号
「べびコレ」第6話掲載。漫画『べびプリ!』（作画：巫女街）連載開始。読者ページをモノクロページに移動。
2010年6月号
小説版第4巻発売記念特集、ブログの補完日記（休日で更新されなかった日の日記や、ある日の出来事を日記の書き手とは別の人物から見たもの）を掲載。
2010年7月号
「べびコレ」第7話掲載。
2010年8月号
「べびコレ」第8話（最終回）掲載。
2010年9月号
モノクロページに完全移行。秋から連載開始予定の漫画版の作画担当を深山靖宙と公表。
2010年10月号
カラーページにて、小説版第5巻発売記念特集。「べびプリ！」休載。
2010年11月号
「べびプリ！」の長期休載を告知。
2010年12月号
深山版漫画の今冬連載開始を告知。
2011年1月号
深山版漫画のラフを掲載。
2010年12月24日
公式サイトトップページと公式ブログにて、3Dアニメ化、公式ブログの通常運営の終了、約半年間の“アニメ化記念・プレゼントバージョン”での運営を告知。
2011年2月号
ファンブック制作告知を掲載。ファンブックに収録する、ブログ掲載のエピソードをアンケート形式で募集。
2011年3月号
OVA版の出演声優、ウェブラジオ情報を掲載。
2011年4月号
OVA版出演声優からのコメント、べびプリ4大NEWS、2011年5月号からの漫画連載予告を掲載。
2011年5月号
OVA版特集記事掲載。漫画『Baby Princess』（作画：深山靖宙）連載開始。
2011年6月号
OVA版特集記事（監督・脚本家へのインタビュー）、小説版特集記事掲載。
2011年7月号
OVA版特集記事（私服コンテスト、先行上映会イベント情報等）掲載。
2011年8月号
OVA版特集記事（先行上映会イベント情報等）、内田彩（蛍 役）、藤田咲（氷柱 役）、三森すずこ（星花 役）インタビュー掲載。
2011年7月9日-15日
新宿バルト9および梅田ブルク7にて、OVA先行上映イベント開催。
2011年7月20日-31日
喫茶店「キュアメイドカフェ」にて、“べびプリ”カフェを開催。キャラクターにちなんだメニューが提供された。
2011年9月号
OVA版特集記事掲載（クイズ）。
2011年10月号
OVA版特集記事掲載（名場面集）。
2011年11月号
OVA版が『ラブライブ!』と共に、トレーディングカードゲーム「ヴィクトリースパーク」の題材となったことを告知。
2012年6月号
読者ページ最終回。

## 書誌情報・参考文献
- 『電撃G's magazine』2007年10月号 - 2011年9月号、アスキー・メディアワークス
- 公野櫻子 著、電撃G'sマガジン編集部 編『Baby Princess 公式ファンブック My Dearest True Family』アスキー・メディアワークス、2011年。ISBN 978-4-04-870524-0。
- 公野櫻子 『Baby Princess WHOLE SWEET LIFE』 電撃G'sマガジン編集部、アスキー・メディアワークス、2012年。一般の書店には流通しないためISBNはない。
- 公野櫻子、アスキー・メディアワークス〈電撃文庫〉、既刊7冊
  - 『Baby Princess(1)』2009年4月10日初版発行（2009年4月10日発売） ISBN 978-4-04-867771-4
コラボレーション企画の一環として、初版の帯には『俺の妹がこんなに可愛いわけがない』のヒロイン・高坂桐乃がコメントを寄せている。同作品の第3巻の帯には、立夏がコメントを寄せている。
  - 『Baby Princess(2)』2009年9月10日初版発行（2009年9月10日発売） ISBN 978-4-04-868021-9
  - 『Baby Princess(3)』2010年1月10日初版発行（2010年1月10日発売） ISBN 978-4-04-868284-8
  - 『Baby Princess(4)』2010年5月10日初版発行（2010年5月10日発売） ISBN 978-4-04-868552-8
  - 『Baby Princess(5)』2010年9月10日初版発行（2010年9月10日発売） ISBN 978-4-04-868838-3
  - 『Baby Princess(6)』2011年1月10日初版発行（2011年1月10日発売） ISBN 978-4-04-870184-6
  - 『Baby Princess(7)』2011年5月10日初版発行（2011年5月10日発売） ISBN 978-4-04-870501-1
- 公野櫻子（原作）・みぶなつき（キャラクターデザイン）・深山靖宙（作画） 『Baby Princess』 アスキー・メディアワークス〈電撃コミックス〉、全3巻
  1. 2011年12月17日初版発行 ISBN 978-4-04-886174-8
  2. 2012年11月27日初版発行 ISBN 978-4-04-891104-7
  3. 2013年8月27日初版発行 ISBN 978-4-04-891917-3